# Marc Tul·li Tiró
|  | «tiró» redirigeix aquí. Vegeu-ne altres significats a «ànec». |

Marc Tul·li Tiró (en llatí: Marcus Tullius Tiro) (Arpino, 103 aC — Puteoli, 4 aC) va ser un escriptor llatí. Esclau, secretari, amanuense i amic de l'escriptor i polític Ciceró, després de la seva mort, n'obtingué la llibertat i va ser l'encarregat de compilar i publicar gran part dels seus discursos, assaigs i correspondència. Freqüentment, Ciceró esmenta Tiró en les seves cartes, ressaltant la gran ajuda que li proporciona en els seus treballs i estudis. Segons Jeroni d'Estridó, després de l'assassinat de Ciceró, es retirà a una finca de Puteoli, on va morir a l'edat de noranta-nou anys.
Publicà Vita Ciceronis i el tractat gramatical De usu atque ratione linguae latinae. La seva figura està vinculada a la invenció de la Notació Tironiana, un sistema de taquigrafia que servia per transcriure els discursos de Ciceró, que més endavant, farien servir els monestirs de l'Europa Medieval, tot i que, autors com Quint Enni, el precediren en l'ús taquigràfic.